# Línia successòria al tron d'Espanya

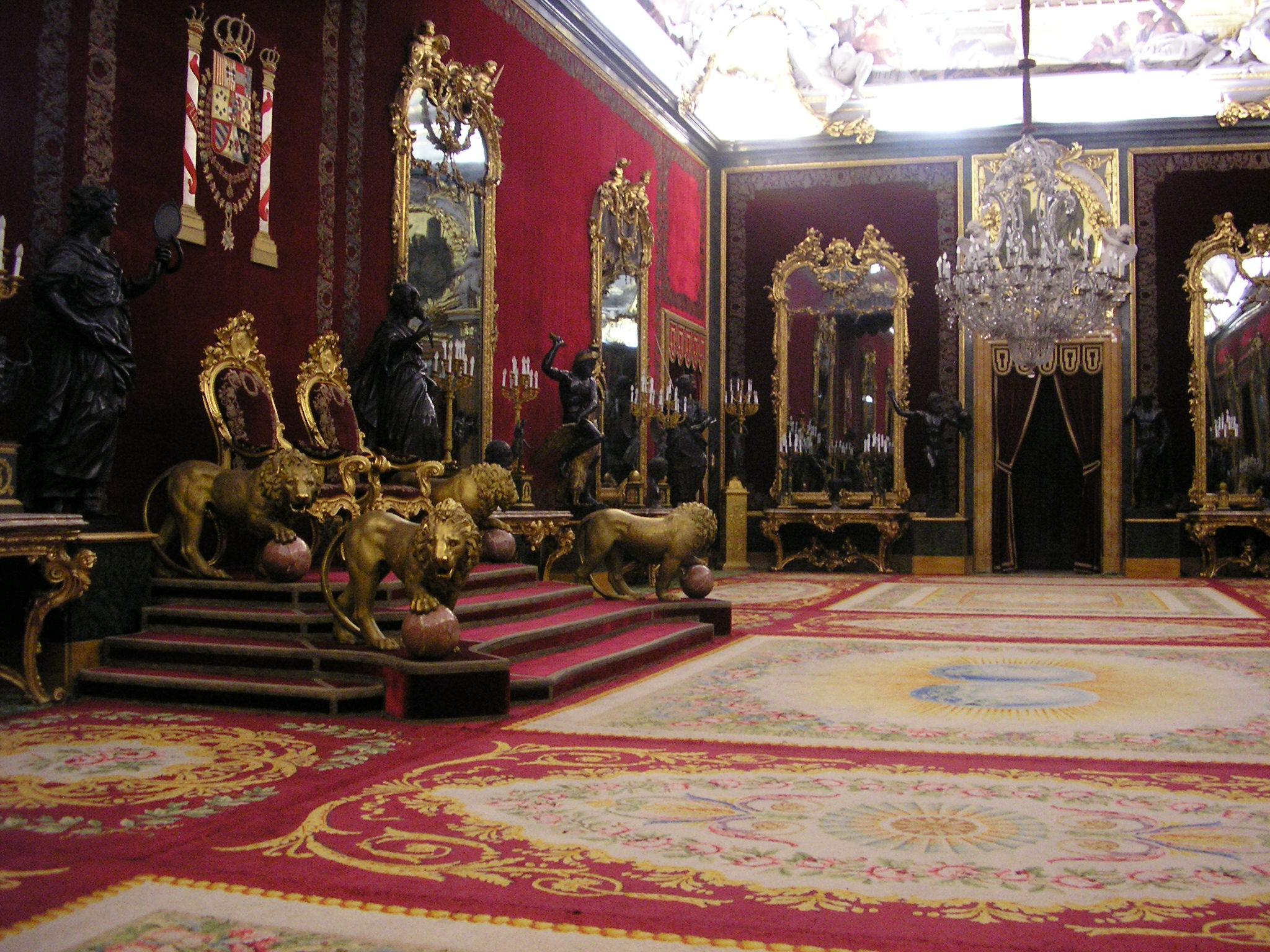
Tron al Palau Reial de Madrid

Espanya utilitza el sistema de primogenitura cognatícia amb preferència masculina per la seva Corona. Les dinasties que es casen contra la prohibició expressa del rei i de les Corts Generals queden excloses de la successió juntament amb els seus descendents, encara que una prohibició manifestada només pel rei o només per les Corts no tindrà conseqüències sobre la successió. Les disputes sobre dita successió es resolen mitjançant la legislació.
D'acord amb la constitució, només tenen dret a la successió dels descendents de Joan Carles I i això fa que la línia de successió a la Corona espanyola sigui més curta que la d'altres monarquies, i més curta del que seria si es tinguessin en compte els descendents de reis anteriors. En el cas que s'extingissin totes les branques descendents de Joan Carles I les Corts Generals haurien de resoldre la successió, però no tenen altra limitació que l'interès d'Espanya.

## Línia successòria
- -  Felip VI, rei d'Espanya (n. 1968)
    -  (1)  Elionor de Borbó i Ortiz, princesa d'Astúries (n. 2005)
    -  (2) Sofia de Borbó i Ortiz, infanta d'Espanya (n. 2007)

  -  (3) Helena de Borbó i Grècia, infanta d'Espanya i duquessa de Lugo (n. 1963)
    - (4) Felip Joan Froilan de Marichalar i Borbó (n. 1998)
    - (5) Victòria Frederica de Marichalar i Borbó (n. 2000)

  -  (6) Cristina de Borbó i Grècia, infanta d'Espanya (n. 1965)
    - (7) Joan Valentí Urdangarin i de Borbó (n. 1999)
    - (8) Pau Nicolau Sebastià Urdangarin i de Borbó (n. 2000)
    - (9) Miquel Urdangarin i de Borbó (n. 2002)
    - (10) Irene Urdangarin i de Borbó (n. 2005)